# Rubellia rubella
Rubellia rubella là một loài thực vật có hoa trong chi đơn loài Rubellia, thuộc họ Orchidaceae.